# داس‌نیزه

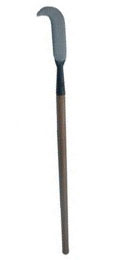
نوع رایج داس‌نیزه. برخی از انواع برجستگی‌هایی در پشت تیغه‌های اصلی دارند.

داس‌نیزه (انگلیسی: Bill به نوعی ابزار کشاورزی گفته می‌شود که برای هرس کردن شاخ و برگ درختان به‌کار می‌رفت و اغلب به عنوان سلاحی نیز در اختیار پیاده‌نظام قرار می‌گرفت. در اصطلاح انگلیسی به سلاح شبیه ایتالیایی "roncone" و "roncola" نیز داس‌نیزه ایتالیایی گفته می‌شود، ولی در نسخهٔ ایتالیایی‌اش علاوه بر تیغهٔ برنده، یک زائدهٔ نوک‌تیز نیز جهت حملهٔ مستقیم وجود دارد.
انگلیسی‌ها میان چندین نوع داس‌نیزه فرق می‌گذاشتند که از جملهٔ آنها می‌توان داس‌نیزهٔ سیاه، قهوه‌ای و جنگلی را نام برد. در حال حاضر تفاوت میان این انواع هنوز به‌طور کامل مشخص نیست. در موارد نظامی، به داس‌نیزه انواع تیغه‌های برنده اضافه می‌شد. از انواع دیگر داس‌نیزه هم می‌توان به داس‌نیزهٔ قلاب‌دار و "bill-guisarme" اشاره کرد.

## داس‌نیزه، نه ناچخ، نه داس جنگی
از نظر اندازه، کارکرد و شکل ظاهری، داس‌نیزه شبیه ناچخ است و شاید بتوان آن را نتیجه‌ای از فرگشت هم‌گرا در نظر گرفت که برای پر کردن یک نیاز مشترک شکل گرفته‌اند. هردو از سلاح‌های دسته بلندی هستند که زائدهٔ تیز برای فروبردن، یک قلاب برای کشیدن و یک زائدهٔ برنده مثل تبر یا تیغه برای بریدن دارند. نباید داس‌نیزه را با داس جنگی اشتباه گرفت که آن نوع سلاح کشاورزی داس دسته بلند است که در جنگ مورد استفاده قرار گرفته‌است.

## تاریخچه استفاده از داس‌نیزه
داس‌نیزه‌هایی در مقبره‌های مربوط به دورهٔ مروونژی‌ها از زیر خاک درآمده‌اند.
جورج سیلور در نوشته‌ای از سال ۱۵۹۹ اشاره می‌کند که طول داس‌نیزهٔ سیاه باید ۵ یا ۶ فوت (۱٫۵ یا ۱٫۸ متر) (۱٫۵ تا ۱٫۸ متر) و داس‌نیزهٔ جنگلی باید ۸ یا ۹ فوت (۲٫۴ یا ۲٫۷ متر) (۲٫۵ تا ۲٫۷ متر) باشد.
در آغاز قرن شانزدهم، زمانی که بسیاری از دولت‌های اروپایی به استخدام درازنیزه و استفاده از تفنگ شمخال روی آوردند، انگلیسی‌ها ترجیح دادند همچنان از ترکیب داس‌نیزه و کمان دراز استفاده کنند. حتی در دورهٔ تودور، داس‌نیزه هنوز سلاحی بسیار رایج در میان گروه‌های شبه‌نظامی بود که برای جنگیدن با اسکاتلندی‌ها اعزام می‌شدند. نبرد فلادن در سال ۱۵۱۳ نمونه‌ای شاخص از نبرد میان آرایش‌های نظامی قاره‌ای که با درازنیزه می‌جنگیدند (اسکاتلندی‌ها) و سربازان داس‌نیزه به دست (انگلیسی‌ها) بود. هنگامی که ارتش انگلیس در جنگ ایتالیایی ۱۵۴۲ تا ۱۵۴۶ می‌جنگید، هنوز داس‌نیزه سلاح تیرچه‌دار اصلی انگلیسی‌ها بود.
انتقال به شیوه نبرد با درازنیزه و تفنگ در میان انگلیسی‌ها از اواسط قرن شانزدهم رواج پیدا کرد. با این وجود، داس‌های‌نیزهٔ قلاب‌دار همچنان برای مقاصدی که ارتش‌های دیگر از شمشیرهای پهن و هلبرت استفاده می‌کردند، به کار گرفته می‌شد. در ۱۵۸۸، یگان‌های آموزش دیدهٔ انگلیسی (Trained Bands) از ۳۶٪ تفنگ‌داران، ۶٪ مشک‌به‌دستان، ۱۶٪ کمانداران، ۲۶٪ نیزه‌داران و ۱۶٪ سربازان مجهز به داس‌نیزه تشکیل شده بود. در یکی از متون Lansdowne MS 56 که به لرد برگلی منسوب است، نوشته شده که در حالت ایده‌آل، آرایش‌های نظامی پیاده‌نظامی باید به میزان ۵۰٪ از آتش تفنگ، ۳۰٪ نیزه و ۲۰٪ داس‌نیزه بهره ببرد.
داس‌نیزه نزد شورشگران ایرلندی و نیز در مستعمره‌های انگلیسی
در شورش ایرلند (۱۷۹۸) در اولستر، داس‌نیزه، در کنار نیزه، یکی از سلاح‌های اصلی شورشیان ایرلندی به‌شمار می‌آمد.
هرچند از قرن هفدهم کارکرد نظامی خود را از دست داده بود، داس‌نیزه‌ها به همراه سایر سلاح‌ها و زره‌های از رده خارج شده به آمریکای شمالی فرستاده شدند تا مستعمره نشینان را در نبرد احتمالی با بومیان آمریکایی یا گروه‌های نظامی اسپانیایی یاری کند. نمونه‌هایی از داس‌نیزه در محل استقرار جیمزتاون از زیر خاک بیرون آورده شده‌اند.

## انواع داس‌نیزه
سربازان پیاده‌نظام ارتش هند نیز از نوعی داس‌نیزه دسته کوتاه استفاده می‌کردند که عمدتاً توسط پیاده‌نظام بنگال به کار گرفته می‌شد.
امروزه نیز گونه‌های کشاورزی داس‌نیزه که معمولا "brush-axe", "bush-axe" یا "brush-hook" نامیده می‌شوند، به راحتی در ابزارفروشی‌های حوزهٔ روستایی در آمریکا یافت می‌شود و نسخهٔ بریتانیایی آن نیز با نام "long bill" شناخته می‌شود. دستهٔ این نوع داس‌نیزه ۴-فوت-long (۱٫۲-متر) (۱٫۲ متر) و سری آن ۱۶-اینچ (۴۱-سانتیمتر) (۴۰ سانتی‌متر) است. از این نوع داس‌نیزه برای پاکسازی پوشش گیاهی و بوته‌زدایی استفاده می‌شود. لبهٔ مقعر و محدب داس‌نیزه را می‌توان تیز کرد.